# Helmut Roleder
Helmut Roleder (ur. 9 października 1953 we Freitalu) – niemiecki piłkarz grający na pozycji bramkarza. W barwach reprezentacji Niemiec brał udział w mistrzostwach Europy w 1984 roku. Nie zagrał jednak na tym turnieju ani minuty.

## Kariera klubowa
Całą swoją klubową karierę spędził w VfB Stuttgart. Występował w nim w latach 1972–1987. W barwach niemieckiego klubu wystąpił 280 razy w 1. Bundeslidze oraz 67 razy w 2. Bundeslidze. Z VfB Stuttgart zdobył mistrzostwo Niemiec w 1984 roku oraz wicemistrzostwo Niemiec w 1979 roku. W 1986 roku VfB Stuttgart z Rolederem na ławce rezerwowych uległ 2:5 (0:2) Bayernowi Monachium w finale Pucharu Niemiec.

## Kariera reprezentacyjna
W reprezentacji Niemiec Roleder wystąpił 1 raz. 28 marca 1984 podczas wygranego 2:1 spotkania z ZSRR zmienił w 46. minucie w bramce Haralda Schumachera. Brał udział w mistrzostwach Europy w 1984 roku. Ówczesny selekcjoner Niemców, Jupp Derwall, podczas turnieju rozgrywanego we Francji stawiał jednak na Haralda Schumachera. Helmut Roleder występował także w młodzieżowych reprezentacjach swojego kraju – zaliczył 4 występy w kadrze B oraz 12 spotkań w kadrach juniorskich reprezentacji Niemiec.